# Горев, Константин Васильевич
Константи́н Васи́льевич Го́рев (бел. Канстанцін Васілевіч Гораў, 25 сентября 1904 д. Линёво, Борский район, Нижегородская (Горьковская) область — 26 июля 1988, Минск) — белорусский советский учёный в области металловедения и термической обработки металлов, академик АН БССР с 1938 г., президент АН БССР в 1938—47 гг., заслуженный деятель науки и техники БССР, автор более 130 научных работ, депутат Верховного Совета БССР. Первый президент АН БССР, умерший естественной смертью.

## Биография
Родился в крестьянской семье, учился на рабфаке, в Московской горной академии, Московском институте цветных металлов и золота, где окончил также аспирантуру. Учился в докторантуре Института неорганической химии АН СССР под руководством А. А. Бочвара. В феврале 1938 года был направлен в АН БССР и уже в марте того же года стал её президентом. В 1947 году ушел с поста Президента, став директором Физико-технического института этой же Академии, вице-президентом. В 1968—1987 годах главный редактор научного журнала «Весці АН БССР. Серыя фізіка-тэхнічных навук».

## Награды
- орден Октябрьской Революции (03.01.1979)
- 3 ордена Трудового Красного Знамени (28.02.1939; 20.07.1971; 18.09.1984)
- орден Дружбы народов (18.09.1974)
- медали
- Государственная премия Белорусской ССР